# Atletica leggera ai Giochi della XXVIII Olimpiade - Staffetta 4×400 metri femminile

Video della Finale

La staffetta 4×400 metri ha fatto parte del programma di atletica leggera femminile ai Giochi della XXVIII Olimpiade. La competizione si è svolta nei giorni 27 e 28 agosto 2004 allo Stadio Olimpico di Atene.

## Presenze ed assenze delle campionesse in carica
| Competizione      | Atleta      | Prestazione | Atene 2004 |
| ----------------- | ----------- | ----------- | ---------- |
| Olimpiadi 2000    | Stati Uniti | 3'22”62     | Presenti   |
| Commonwealth 2002 | Australia   | 3'25”63     | Non qual.  |
| Europei 2002      | Germania    | 3'25”10     | Presente   |
| Asiatici 2002     | India       | 3'30”84     | Presente   |
| Panamericani 2003 | Stati Uniti | 3'26”40     | Presenti   |
| Africani 2003     | Nigeria     | 3'27”76     | Presente   |
| Mondiali 2003     | Stati Uniti | 3'22”63     | Presenti   |

## Finale
| Pos | Paese       | Atleta                                                              | Tempo   |
| --- | ----------- | ------------------------------------------------------------------- | ------- |
|     | Stati Uniti | DeeDee Trotter Monique Henderson Sanya Richards Monique Hennagan    | 3'19"01 |
|     | Russia      | Olesja Krasnomovec Natal'ja Nazarova Olesja Zykina Natal'ja Antjuch | 3'20"16 |
|     | Giamaica    | Novlene Williams Michelle Burgher Nadia Davy Sandie Richards        | 3'22"00 |
| 4   | Regno Unito | Donna Fraser Catherine Murphy Christine Ohuruogu Lee McConnell      | 3'25"12 |
| 5   | Polonia     | Zuzanna Radecka Monika Bejnar Małgorzata Pskit Grażyna Prokopek     | 3'25"22 |
| 6   | Romania     | Angela Moroșanu Alina Rapanu Maria Rus Ionela Târlea-Manolache      | 3'26"81 |
| 7   | India       | Satti Geetha K. Matthews Beenamol Chitra Soman Rajwinder Kaur       | 3'28"51 |
| 8   | Grecia      | Hariklia Bouda Hrisoula Goudenoudi Dimitra Dova Faní Chalkiá        | 3'45"70 |